# آندره فوشه
آندره فوشه (فرانسوی: André Foucher‎؛ زادهٔ ۲ اکتبر ۱۹۳۳) دوچرخه‌سوار اهل فرانسه است.